# Phoinix
Phoinix (Oudgrieks: Φοῖνιξ; gelatiniseerd: Phoenix) is een persoon uit de Griekse mythologie.
Phoinix was een zoon van koning Amyntor en zijn vrouw Kleobule. Amyntor hield echter meer van zijn bijvrouw dan van Kleobule. Daarom zette Kleobule Phoinix ertoe aan zijn vaders geliefde te verleiden. Toen Amyntor daarop als vloek over Phoinix uitsprak dat deze altijd kinderloos zou blijven, vluchtte deze naar Phthia, het koninkrijk van Peleus.
Samen met Peleus nam Phoinix deel aan de Calydonische jacht. Samen met de centaur Cheiron werd hij de opvoeder van Peleus' zoon Achilles. Phoinix leerde hem worstelen, lopen, rijden en het citerspel. Ook toen Achilles eenmaal volwassen was, bleef hij Phoinix als raadgever beschouwen.
Aan het begin van de Trojaanse Oorlog voer Phoinix samen met Odysseus naar Skyros om Achilles ertoe te bewegen aan de oorlog mee te doen. Achilles stemde toe en voer met Phoinix en Patroclus naar Troje, waar hij naam maakte als de dapperste van de Griekse heroën.
Op de terugtocht van Troje overleed Phoinix, samen met Neoptolemos, de zoon van Achilles.
- Bibliothèque nationale de France: cb13176767v (data)
- Système universitaire de documentation: 035250100
- Virtual International Authority File: 173692844